# چوپان‌سیغناق
چوپان‌سیغناق (به لاتین: Çobansığnaq) یک منطقه مسکونی در جمهوری آذربایجان است که در شهرستان تووز واقع شده است. چوپان‌سیغناق ۱۵۸۹ نفر جمعیت دارد.